# تميرتاو
تميرتاو (بالقازاقية: Теміртау والتي تعني "جبل الحديد")، هي مدينة صناعية في أوبليس كراغندي في كازاخستان. وهي تقع على نهر نورا، على بعد 26 كيلومترا إلى الشمال الغربي من كراغندي. بلغ عدد سكانها 175632 نسمة في عام 2014.

## تاريخ تيميرتاو

### تأسيس المستوطنة
في 15 يونيو 1905، وصلت أول 40 عائلة من المهاجرين في إطار إصلاحات ستوليبين عبر الطريق من سامارا واستقرت على الضفة اليسرى لنهر نورة في مقاطعة أكمولين بمنطقة أكمولين. حصلت المستوطنة على اسم جاور نسبة إلى تل على الضفة المقابلة.
في عام 1909، أعيد تسمية مستوطنة جاور إلى ساماركانتسكي، وفي عام 1911 تم بناء أول مدرسة ومستشفى في المستوطنة. في عام 1921، انضمت المستوطنة تحت اسم ساماركانتسكي إلى محافظة أكمولين في جمهورية قرغيزيا ذات الحكم الذاتي ضمن جمهورية روسيا السوفيتية الفيدرالية الاشتراكية (وفي عام 1925 أصبحت جمهورية كازاخ ذات الحكم الذاتي ضمن جمهورية روسيا السوفيتية الفيدرالية الاشتراكية).

### تطور الصناعة
في عام 1942، تم تشغيل أول توربين في محطة كراجاندا للطاقة الحرارية. وفي عام 1943، بدأ مصنع المطاط الصناعي العمل، وفي عام 1944 أنتج مصنع المعادن الكازاخي قيد الإنشاء أول دفعة من الفولاذ، حيث كانت الصهر تتم في فرن مارتن.
في 1 أكتوبر 1945، تم فصل مستوطنة ساماركند العمالية عن منطقة كيروف في كراجاندا، وحصلت على وضع مدينة وأعيد تسميتها إلى تيميرتاو.
في الفترة من 1945 إلى 1949، تم احتجاز أسرى الحرب اليابانيين في معسكر أقيم بالقرب من المدينة.
في خمسينيات القرن الماضي، صدر قرار ببناء مجمع كراجاندا للمعادن، وأعلنت حكومة الاتحاد السوفيتي عن بدء مشروع بناء شيوعي على مستوى الاتحاد، وبدأت فرق الشباب العمالية بالوصول إلى المدينة من جميع أنحاء الاتحاد السوفيتي وحتى من الدول الحليفة (أغلبهم من بلغاريا). في المجموع، وصل أكثر من 8000 شاب للعمل في المشروع، وكان من بينهم الرئيس المستقبلي لكازاخستان نور سلطان نزارباييف، الذي بدأ العمل في المجمع كعامل صب الحديد ثم كعامل فرن.
في عام 1959، اندلعت اضطرابات وثورات في المدينة بين العمال الذين كانوا مستائين بشدة من سوء ظروف العمل، وانقطاع إمدادات المياه والطعام والبضائع، بسبب أخطاء إدارية متعددة. وصل الوضع إلى ذروته عندما اكتشف العمال أن شحنة كبيرة من اللحم، والزلابية، والفواكه قد تعفنت ثم دُفنت في الأرض في مستودع الإمداد المركزي (ОРС)، بينما لم يكن أحد على علم بوجودها في موقع البناء. في 29 يوليو، تجمع عدة آلاف من العمال في الساحة أمام مبنى الشركة لتسوية الأمور مع الإدارة. وعندما أدرك العمال أنهم لن يتلقوا ردًا، بدأوا بكسر أقفال محلات المواد الغذائية وغيرها من المتاجر. تم إدخال القوات إلى المدينة وإعلان حظر تجول. ووفقًا للبيانات الرسمية، أسفرت الاشتباكات مع السلطات عن مقتل 16 عاملًا، وإصابة 27 آخرين، واعتقال وإدانة حوالي 70 شخصًا، منهم ستة حُكم عليهم بأقصى عقوبة (الإعدام).
في 3 يوليو 1960، حدث حدث تاريخي في تيميرتاو، حيث أنتج الفرن العالي رقم 1 في مصنع كازاخستان للصلب (وكان الفرن العالي الوحيد آنذاك في كازاخستان وآسيا الوسطى) أول صهر للحديد.
في فبراير 1962، انتخبت شبيبة المجمع نور سلطان نزارباييف ممثلاً لهم في المؤتمر العاشر للشبيبة الكازاخستانية. وخلال المؤتمر، ألقى خطاباً تناول فيه قضايا هامة تواجه تيميرتاو:
يعاني مجمع مدينة تيميرتاو من مشاكل، بعضها نستطيع حله بأنفسنا، لكن هناك مشاكل أخرى لا نستطيع حلها بمفردنا. على سبيل المثال، عدم وجود قصر ثقافة يمكن للشباب أن يستمتعوا بوقت فراغهم فيه ويطوروا مواهبهم الفنية. لدينا الكثير من المواهب. هناك حرفيون ورياضيون، ولكن ليس لدينا ملعب. وباسم شباب مدينتنا، نطلب المساعدة في حل هذه المسألة الصعبة. يرغب العديد من الشباب في التعلم والتطور، ولكن في مدينتنا توجد فرص محدودة لذلك. وفقاً لقرار الحكومة، تقرر إنشاء مؤسسة تقنية عليا في مدينتنا، ولكن خلال عامين لم نر سوى أوراق دون أن يتحقق شيء حتى الآن. في العديد من المصانع الكبرى، أنشئت مثل هذه المؤسسات. ومع ذلك، لم يتخذ أي من وزارة التعليم العالي أو خطة الدولة أو اللجنة المركزية للشبيبة في الجمهورية الخطوات اللازمة لتسريع هذا البناء. نحن بحاجة إلى مؤسسة تعليمية كهذه، حيث يأمل شباب تيميرتاو منذ فترة طويلة في وجود معهد تقني صناعي في مدينتهم وينظرون بأمل إلى المؤسسات التي تعتمد عليها هذه المسألة.
في عام 1963، تم إنشاء معهد تعليمي صناعي (زافود-فتوز) على أساس معهد كاراجاندا البوليتكنيكي ومجمع كاراجاندا للمعادن.
في يناير 1971، حصلت مدينة تيميرتاو على وسام الراية الحمراء للعمل.
في سبعينيات القرن الماضي، استمر بناء البنية التحتية في المدينة؛ حيث تم بناء قصر ثقافة العاملين في المعادن، ومجمع رياضي جديد يضم مسبح "دولفين" (حاليًا يُعرف باسم "جاستار")، وملعب وميدان تزلج مغطى. وفي أبريل 1974، تم افتتاح نصب تذكاري للجندي (من تصميم س. ب. نازاريان) بجوار الشعلة الأبدية، يرمز إلى تضحية جنود تيميرتاو الذين قضوا في الحرب الوطنية العظمى. وفي عام 1978، افتُتح متنزه الثقافة والاستجمام "فوستوك".
في عام 1984، تم بناء مجمع سكني جديد يُعرف باسم حي "زينيكا" (الذي يُعرف اليوم بالحي السبعين)، وسُمي على اسم مدينة زينيكا اليوغوسلافية التوأم.

### سنوات الاستقلال
في 28 ديسمبر 1992، قُتل المدير العام لمجمع كاراجاندا للمعادن، ألكسندر سفيتشينسكي، عند مدخل إدارة المصنع. وقد أثار هذا الاغتيال ضجة كبيرة في المجتمع، وتم الحكم على القتلة بأقصى عقوبة وهي الإعدام.
في يناير 1993، تم افتتاح حديقة شتوية في متنزه "فوستوك".
في عام 1995، تم تسليم مجمع كاراجاندا للمعادن إلى شركة إسبات إنترناشونال، وأصبح يُعرف باسم إسبات-كارمت، ثم لاحقاً ميتتال ستيل تيميرتاو، ومنذ عام 2007، أرسيلور ميتتال تيميرتاو.
في عام 2010، حضر الرئيس نور سلطان نزارباييف احتفال الذكرى الخمسين لمصنع الصلب الكازاخستاني. وفي كلمته، أشار إلى أن إنتاج أول دفعة من الحديد يمثل تاريخ تأسيس ليس فقط لمجمع كاراجاندا، بل لكل صناعة الحديد في كازاخستان. وقدم الرئيس "النجمة الذهبية" لشرف بطل العمل في كازاخستان إلى العامل المخضرم أرغين جونوسوف.
في عام 2011، تم بناء وافتتاح متحف الرئيس الأول في تيميرتاو. المتحف عبارة عن مبنى مكون من ثلاثة طوابق، يبلغ قطره 48 مترًا وارتفاعه 15.59 مترًا، وتبلغ المساحة الإجمالية لجميع الغرف 4526 متر مربع.

## توأمة
لتميرتاو اتفاقيات توأمة مع كل من:
- زينيتسا
- دنيبرودزرجينسك

## أعلام
- أرمان تشيلمانوف
- داريغا نزارباييفا
- فلاديسلاف ياكوفليف
- سيريك أحمدوف
- ويلي إفسيف